# 레옹 보나
레옹 조제프 플로랑탱 보나(프랑스어: Léon Joseph Florentin Bonnat, [leɔ̃ ʒozɛf flɔʁɑ̃tɛ̃ bɔna], 1833년 6월 20일~1922년 9월 8일)는 프랑스의 화가이자 미술품 수집가 및 에콜 데 보자르의 교수이다. 1900년 10월 14일에는 레지옹 도뇌르 그랑크루아를 받았다.

## 초기 생애
보나는 바욘에서 태어났으나, 1846년부터 1853년까지는 아버지가 서점을 운영하던 스페인 마드리드에서 살았다. 그는 아버지의 가게를 도우며 구세대 거장들의 판화를 모사하면서 드로잉에 대한 열정을 키웠다. 마드리드에서 그는 마드라소 밑에서 예술 교육을 받았다. 이후 파리로 가서 활동했으며, 끊임없이 초상화 의뢰를 받는 대표적인 초상화 화가로 알려지게 되었다. 그의 수많은 초상화들은 벨라스케스, 주세페 데 리베라 등 스페인 거장들과 티치아노, 반 다이크의 영향을 보여주며, 이러한 영향은 프라도 미술관에서의 연구를 통해 얻은 것이다. 그는 1850년대 프랑스 화단에서 신고전주의 및 아카데미즘에 반대하는 흐름의 선두에 있었다. 스페인 체류 이후, 보나는 파리에서 역사화가 폴 들라로슈와 레옹 코니에의 화실에서 수학했다(1854년). 그는 로마 대상에 여러 차례 도전했지만 수상에는 실패했고, 결국 2등 상만 받았다. 하지만 고향 바욘의 장학금과 페르소나즈(Personnaz) 가문의 지원 덕분에 1858년부터 1860년까지 독자적으로 로마에서 3년을 보낼 수 있었고, 이 기간 동안 미술품 수집가 앙토냉 페르소나와 평생 친구가 되었다. 또한 로마에서 에드가 드가, 귀스타브 모로, 장자크 에네르, 조각가 앙리 샤퓌 등과도 친분을 쌓았다.
레옹 보나의 자화상
- 자화상, 1855년, 오르세 미술관
- 자화상, 1905년, 바사리 회랑
- 자화상, 1916년, 오르세 미술관

## 경력
보나는 1869년 파리에서 명예 훈장을 수상하였으며, 이후 그 시대를 대표하는 주요 화가 중 한 사람이 되었다. 그는 레지옹 도뇌르 훈장의 그랑오피시에 등급을 받았으며, 1882년에는 에콜 데 보자르의 교수가 되었다. 그는 파리에 온 미국인 학생들에게 매우 인기가 높았으며, 프랑스어 외에도 스페인어와 이탈리아어를 구사했고, 영어도 능통했기 때문에 영어밖에 모르는 미국인들에게도 편안한 존재였다. 1905년 5월에는 폴 뒤부아의 후임으로 에콜 데 보자르의 학장으로 임명되었다. 줄리어스 카플란(Julius Kaplan)은 보나를 “완성도보다는 단순함을, 세부보다는 전체적인 효과를 중시한 자유로운 교육자”라고 평가했다. 보나는 인상주의자들과 아카데미 화가 장레옹 제롬 사이의 중간 지점에 위치한 인물로, 전체적인 인상과 동시에 엄격한 드로잉을 강조했다. 1917년에는 미국 국립 디자인 아카데미의 명예 외국 회원으로 선출되었다.

## 회화

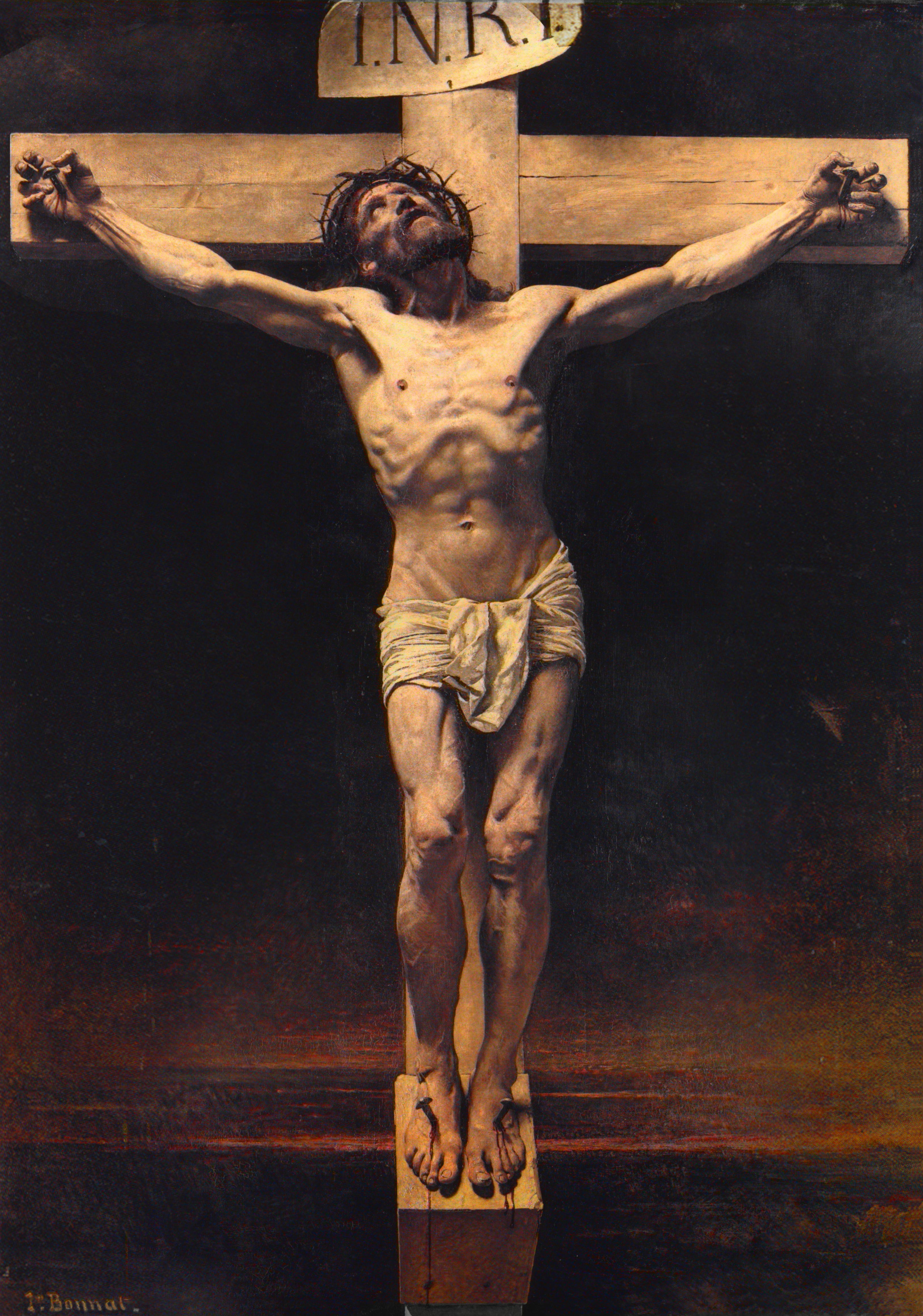
《십자가에 못 박힌 그리스도》, 1874년경, 프티 팔레 미술관 소장

보나의 생생한 초상화들은 그의 대표작이지만, 그의 가장 중요한 작품들은 아마도 종교화를 들 수 있다. 그중에는 《십자가에 못 박힌 그리스도》(현재 파리 프티 팔레 미술관 소장), 《욥》(바욘의 보나 미술관 소장), 《두 명의 노젓는 노예 대신 나선 성 빈센트》(파리 생니콜라데샹 교회), 파리 팡테옹에 있는 대형 그림 《성 드니의 순교》 등이 있다. 그러나 그는 종교화나 역사화의 의뢰를 자주 받지 않았으며, 대부분의 작업은 초상화였다. 또한 이탈리아 농민들의 풍속화, 그리고 극소수의 오리엔탈리즘 회화도 제작했다.
소설가 에밀 졸라와 테오필 고티에는 그의 지지자였으며, 고티에는 그를 “부그로의 정반대”라고 평했다. 이는 보나 작품 특유의 거친 자연주의와 표면 마감의 결여를 가리킨 것이다. 그는 분명한 의미에서 아카데미 화가였고, 프랑스 학술원의 일원으로서 에콜 데 보자르를 운영하는 14인의 화가 중 한 명이었다. 동시에 그는 당대 독립 예술가들과도 교류하며, 로마 시절부터 알게 된 드가가 그를 두 번 초상화로 그렸고, 스페인 회화에 대한 취향을 공유한 에두아르 마네와도 친분이 있었다. 그는 에콜에 정식 교수로 임명되기 전, 피에르 퓌뷔 드 샤반과 함께 개인 아틀리에에서 수업을 진행했다. 그는 오귀스트 로댕의 학술원 입회를 지지했고, 귀스타브 쿠르베의 살롱 출품작을 옹호하기도 했다.

## 교육자
보나는 학생들의 표현력과 자유로운 붓놀림을 장려했다. 그는 프라도 미술관 견학을 권장하며 파리 화단에 스페인적 회화 양식을 도입했고, 이는 프랑스 회화의 발전에 큰 영향을 미쳤다.
그가 가르친 저명한 제자들로는 존 싱어 사전트, 스탠호프 포브스, 귀스타브 카유보트, 스웨덴의 유셴 왕자, 구스타프 세데르스트룀, 라우리츠 툭센, 페데르 세베린 크뢰위에르, 마르코렐 드 푸아 쉬조르코테, 로버트 해리스, 알프레드 필리프 롤, 조르주 브라크, 토마스 에이킨스, 라울 뒤피, 장 베로, 프랭클린 브라우넬, 마리우스 바슬롱, 위베르드니 에체베리(Hubert-Denis Etcheverry), 프레드 바너드, 루이 베루, 폴 드 라 불레(Paul de la Boulaye), 앨로이시어스 오켈리, 에리크 베렌스키올드, 그라시아노 멘딜라하르수(Graciano Mendilaharzu), 에드바르 뭉크, 알퐁스 오스베르, 헨리 시돈스 모브레이, 프랜시스 페트루스 파울루스, 찰스 스프레이그 피어스, 앙리 드 툴루즈로트레크, 마누엘 쿠시 이 페레(Manuel Cusí y Ferret), 햐쿠타케 카네유키(百武兼行), 닐스 포르스베리, 월터 틴들, 에밀루이 푸베르(Émile-Louis Foubert), 엠마누엘 피에르 다무아(Emmanuel Pierre Damoye), 해리 와트러스 등이 있다.

## 말년
말년에 보나의 회화는 17세기 화가들과 고야의 영향에서 더욱 벗어나, 보다 현대적인 자유로운 붓터치와 팔레트 나이프 사용으로 나아갔다. 또한 색채도 더 다채롭게 변화했다. 이러한 변화를 프라도 미술관에 있는 그의 자화상에서 확인할 수 있다. 젊은 시절 자신이 받은 도움에 대한 감사의 표시로, 그는 페르소나즈와 함께 고향 바욘에 미술관을 건립했다. 이 보나 미술관에는 그와 페르소나가 유럽을 여행하며 수집한 미술품이 다수 소장되어 있다. 특히 레오나르도 다 빈치, 미켈란젤로에서 앵그르, 제리코에 이르기까지 구세대 거장들의 드로잉 컬렉션이 매우 뛰어나다. 보나는 1922년 9월 8일 몽시생텔루아에서 사망했으며, 바욘 생테티엔 묘지에 안장되었다.

## 사생활
보나는 결혼하지 않았고, 생의 대부분을 어머니, 여동생과 함께 뱅티미유 광장(Place Vintimille, 1940년 이후 아돌프 막스 광장으로 개명)에서 살았다.

## 비판
“왜 벨라스케스의 아기는 어깨가 가짜처럼 보이고 머리가 몸통에 붙어 있지 않은지 우리는 의아해하지. 그런데 그것이 얼마나 좋아 보이는가! 반면 보나의 인물화는 실제 어깨에 머리가 정확히 붙어 있는데… 그게 얼마나 나빠 보이는지!” — 폴 고갱(Paul Gauguin), 《화가 지망생의 잡문』(Ramblings of a Wannabe Painter, 2017년, 데이비드 즈워너 북스 출판사)에서 발췌

## 갤러리

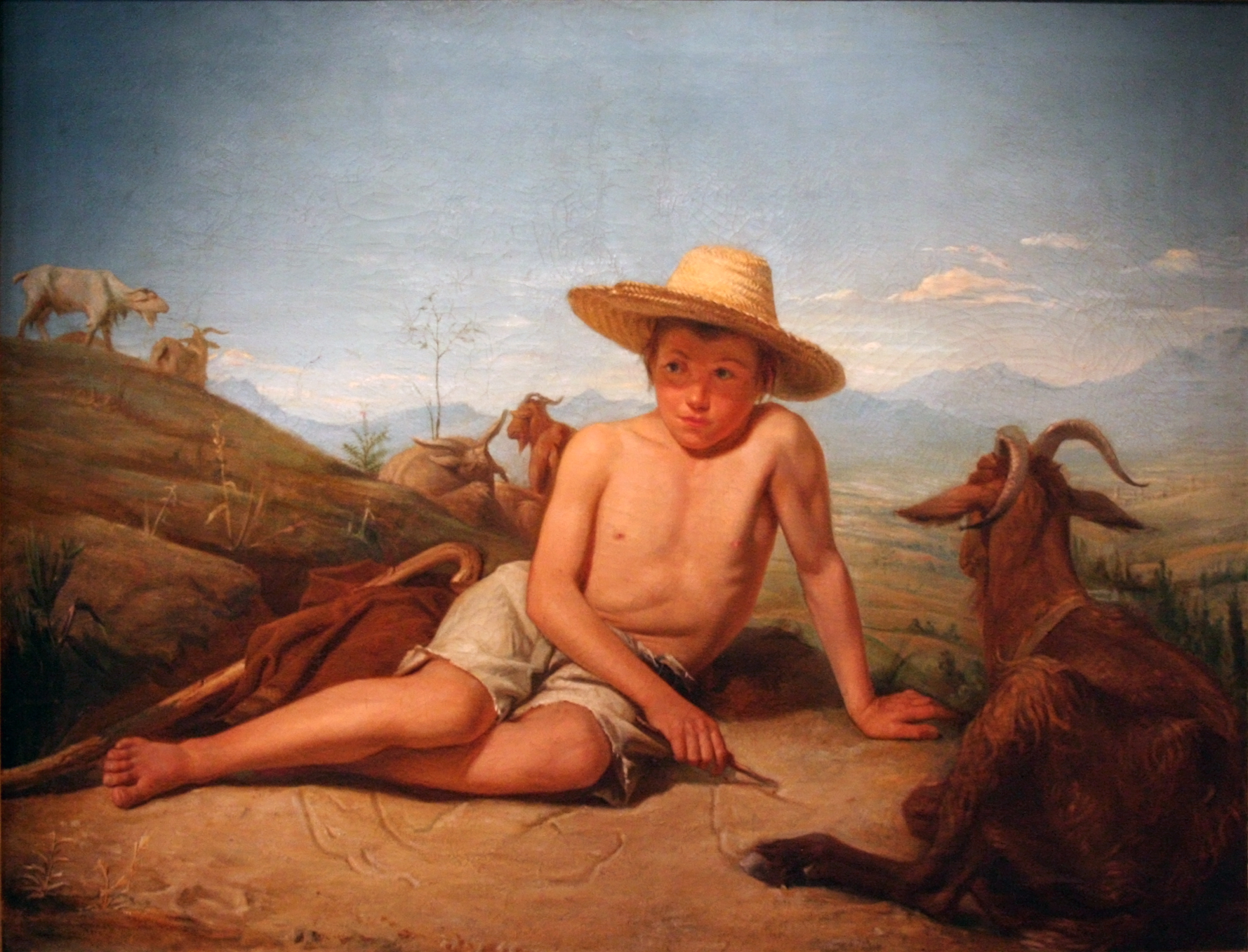
《염소를 돌보는 지오토》, 1850년, 보나 미술관
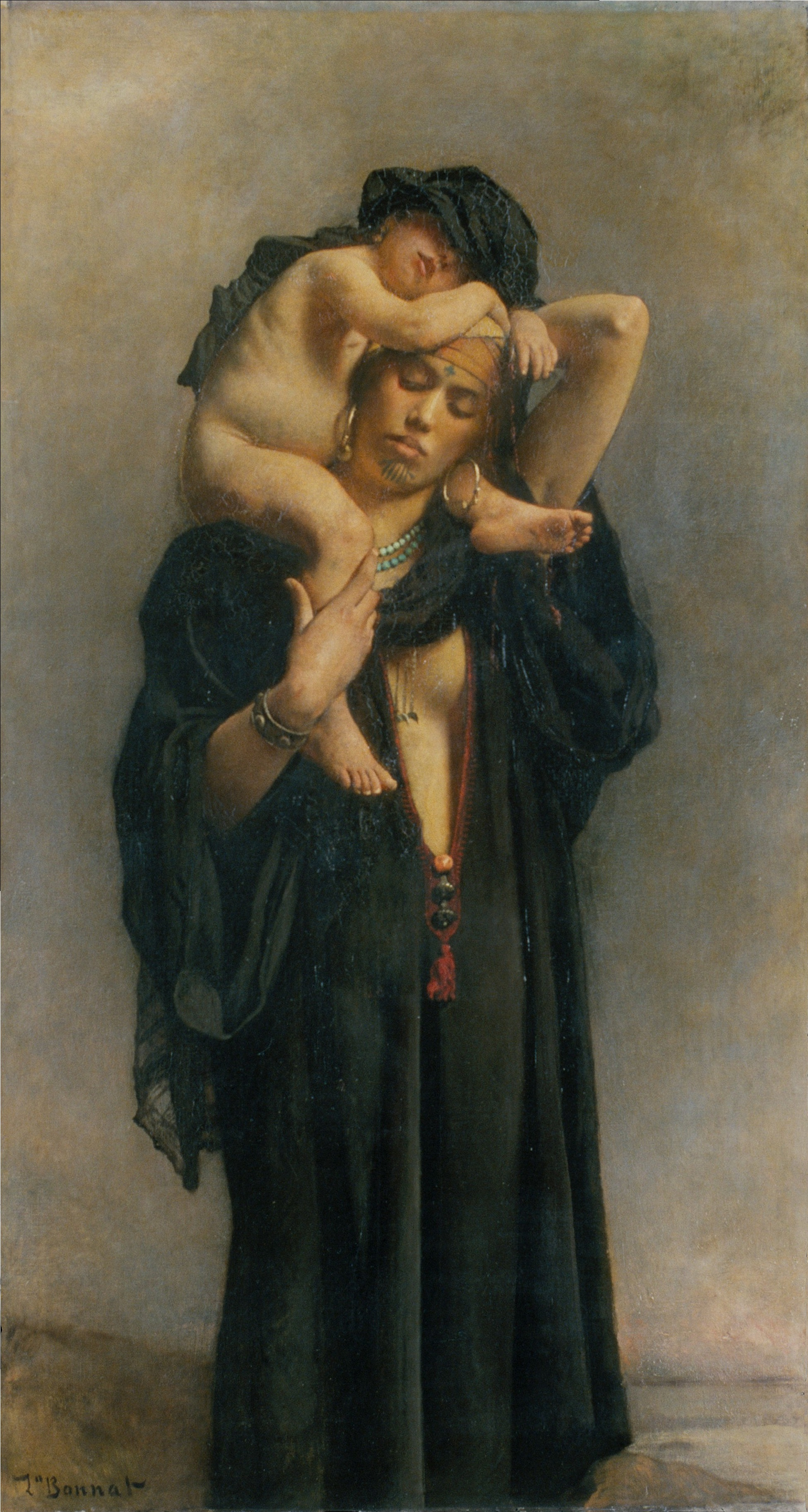
《이집트 농촌 여성과 아이》, 1869~1870년, 메트로폴리탄 미술관
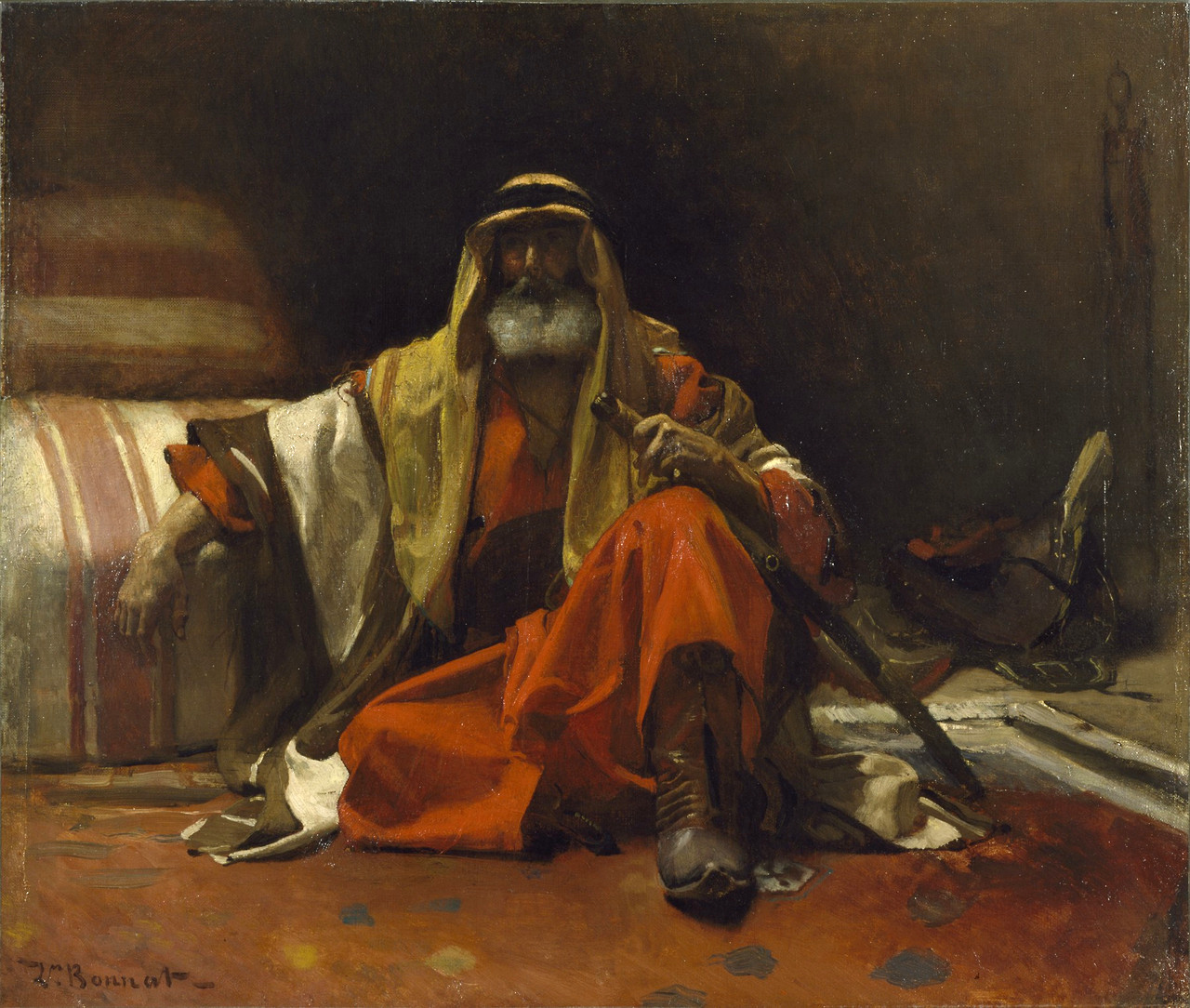
《아랍 셰이크》, 1870년경, 월터스 미술관
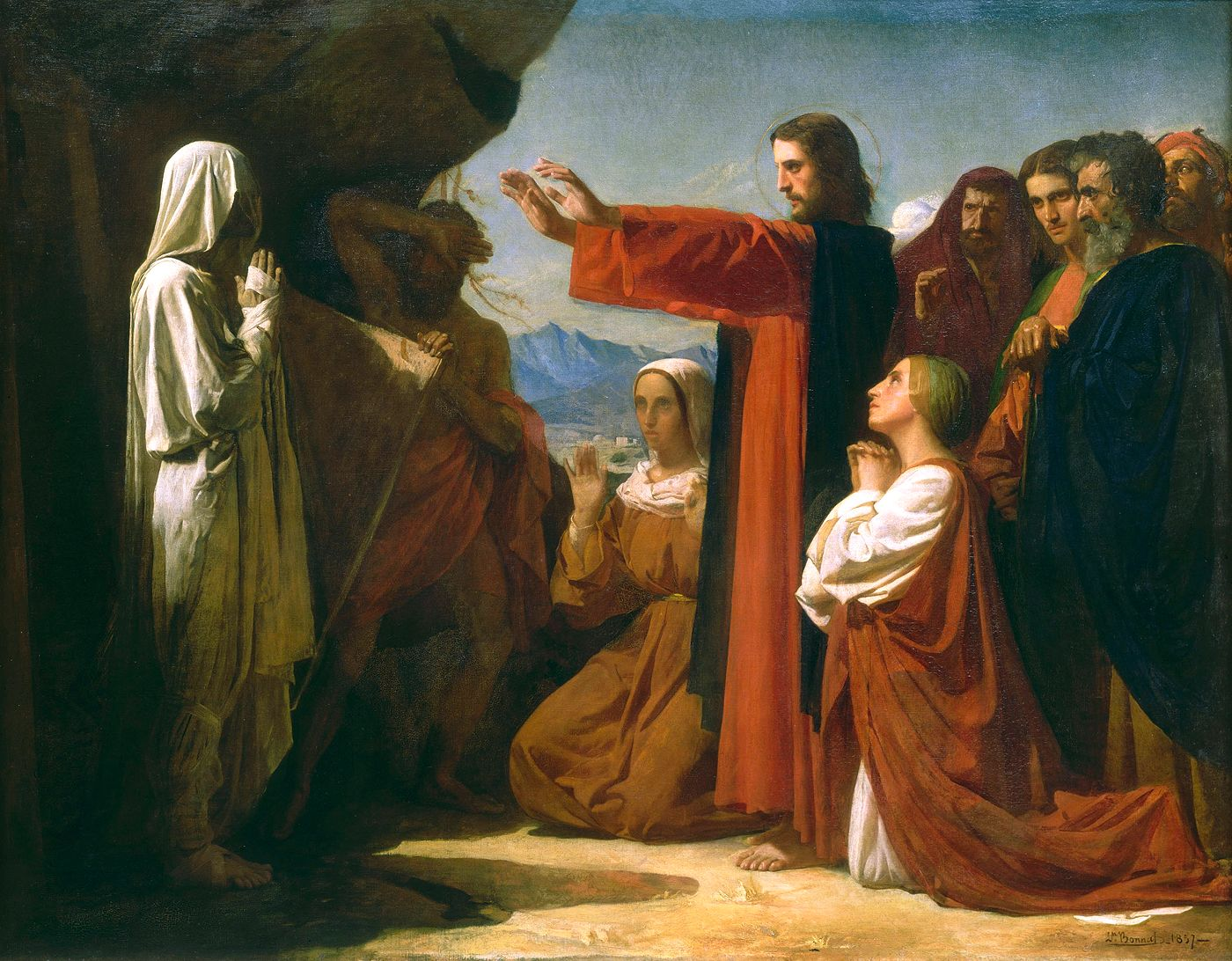
《라자로의 부활》, 1857년
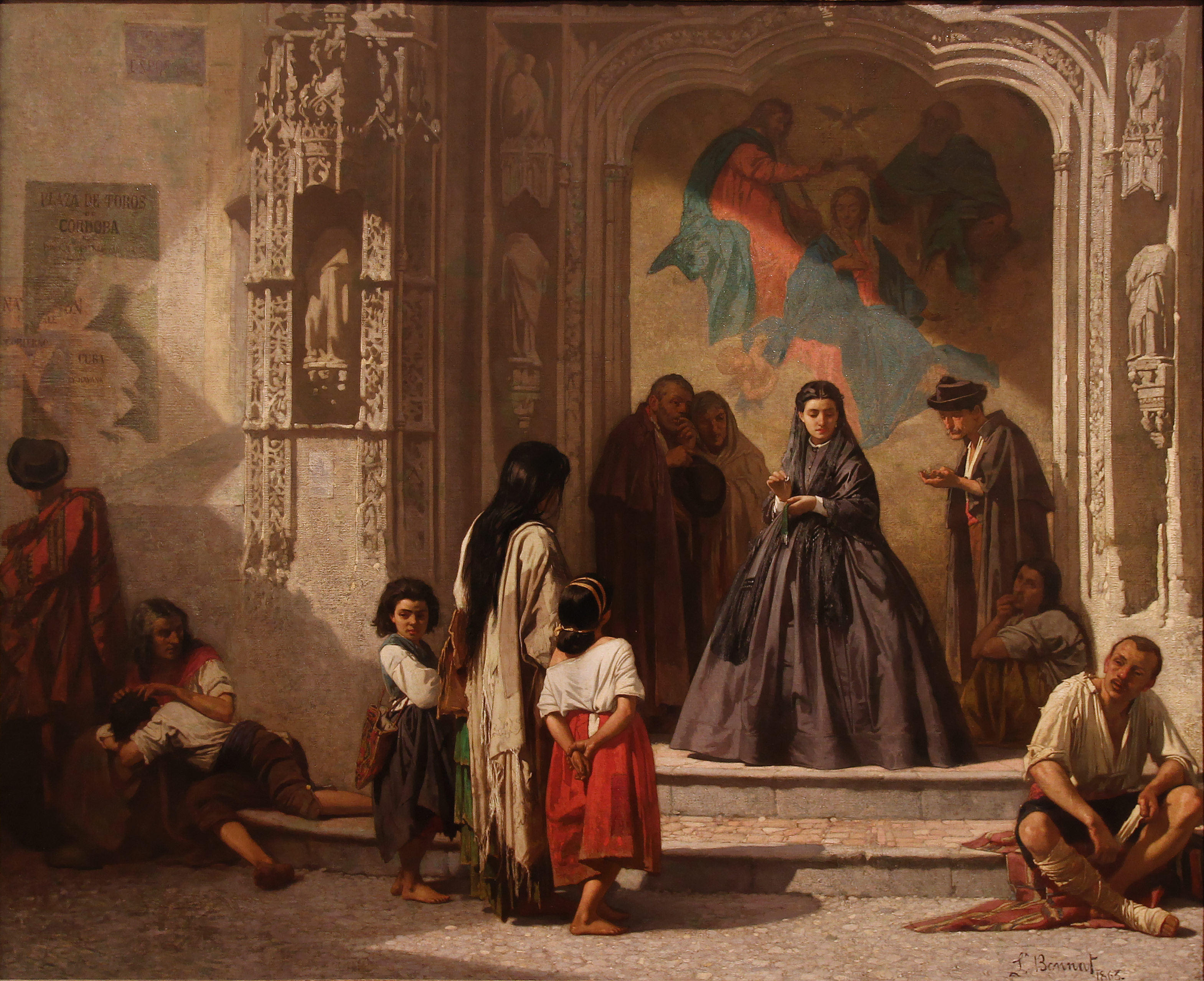
《코르도바 산 세바스티안 병원 예배당 입구에서 자선을 베푸는 젊은 여성》, 1863년, 고야 미술관
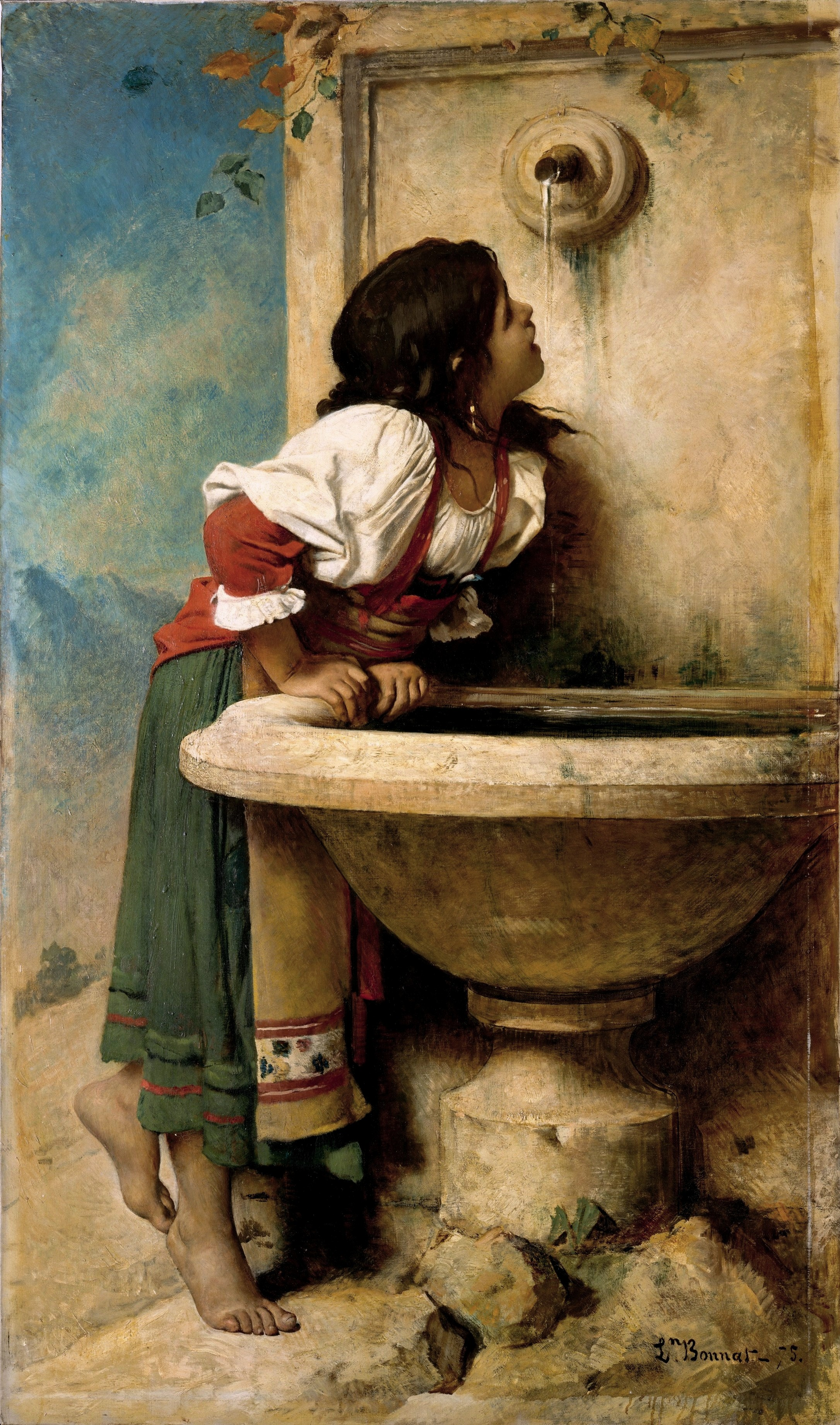
《분수대의 로마 소녀》, 1875년, 메트로폴리탄 미술관
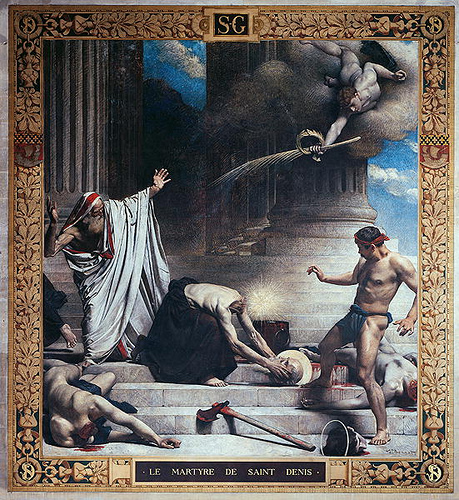
《성 드니의 순교》, 1880년경, 팡테옹
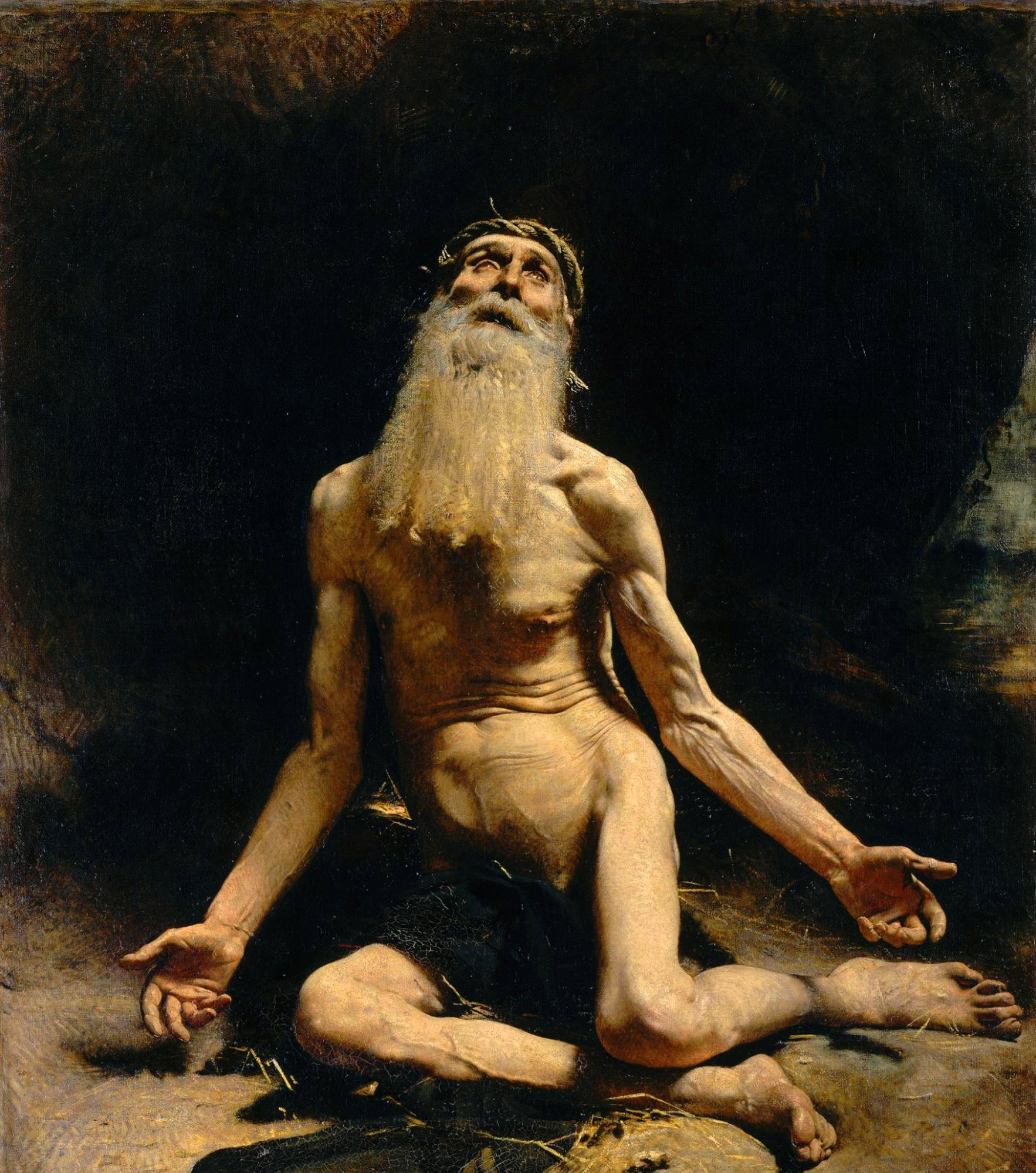
《욥》, 1880년, 오르세 미술관
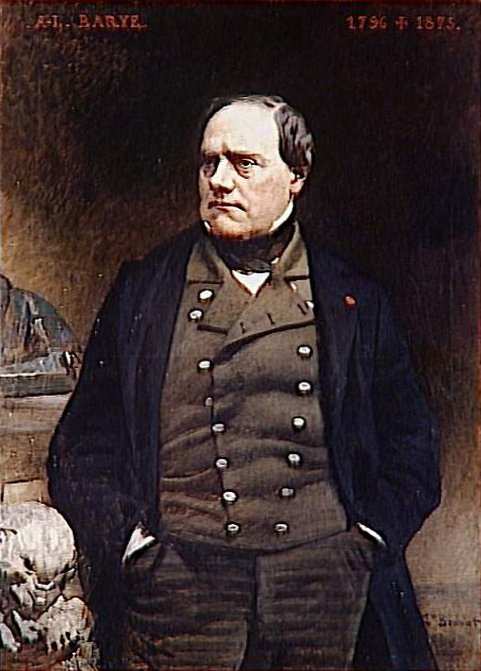
《앙투안루이 바리의 초상》, 1865년경
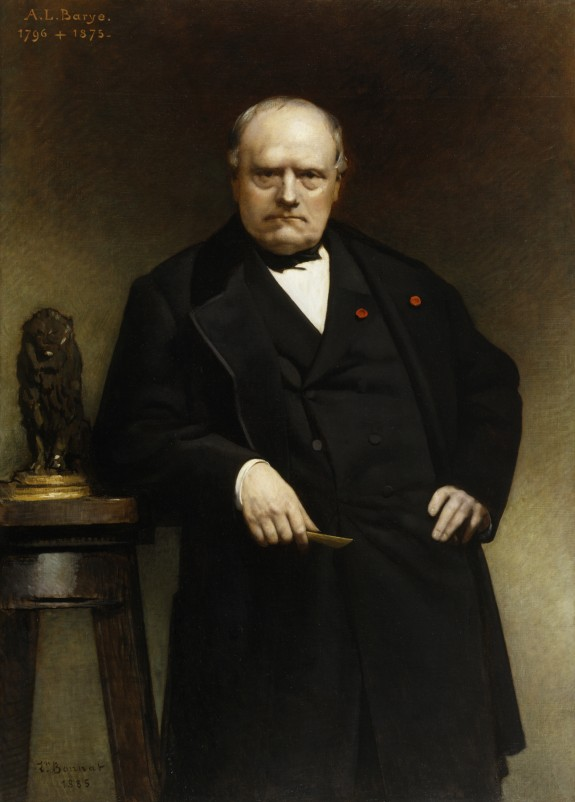
《앉아 있는 사자 밀랍 조각과 함께한 앙투안루이 바리의 초상》, 1868년, 월터스 미술관
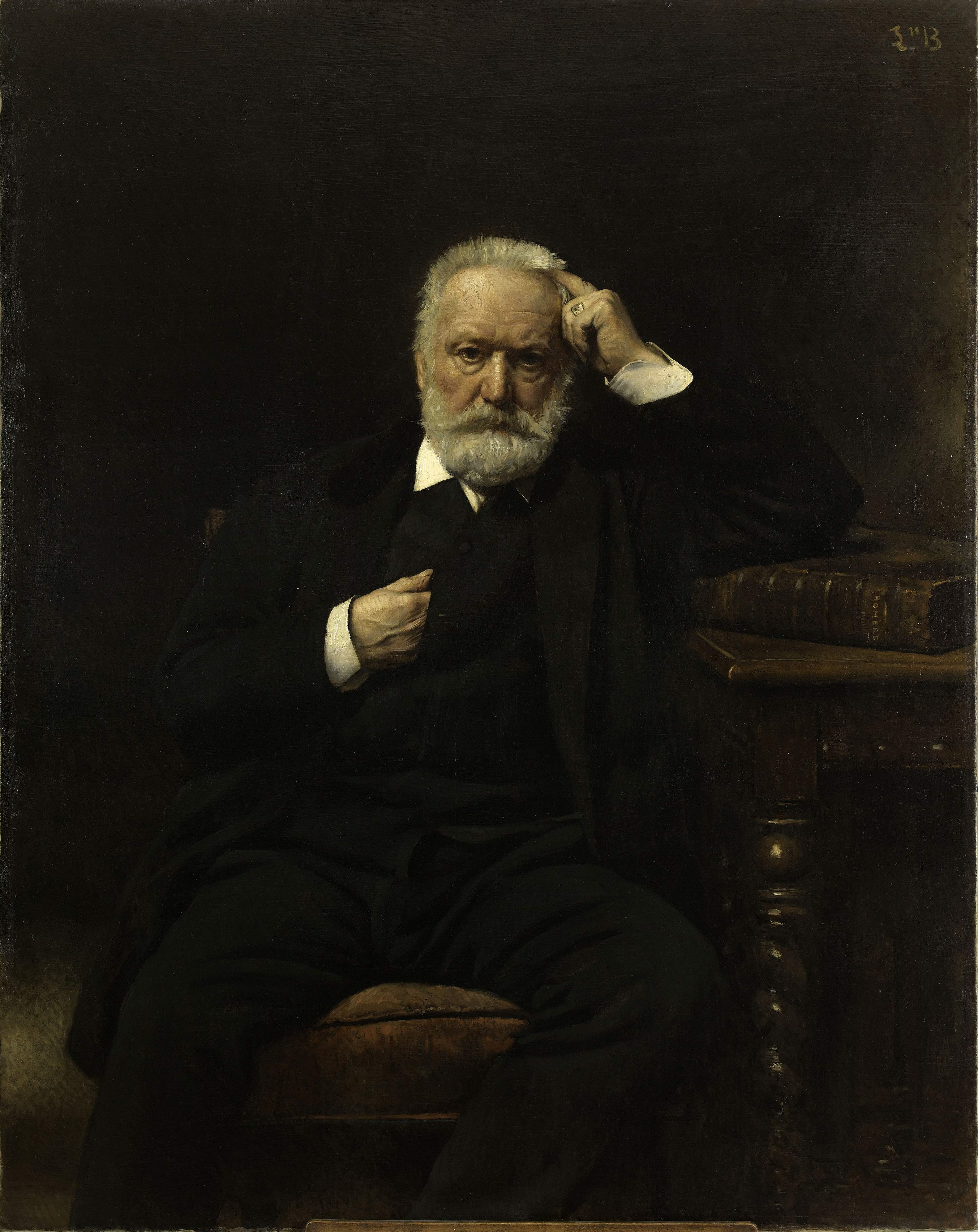
《빅토르 위고의 초상화》, 1879년, 베르사유궁
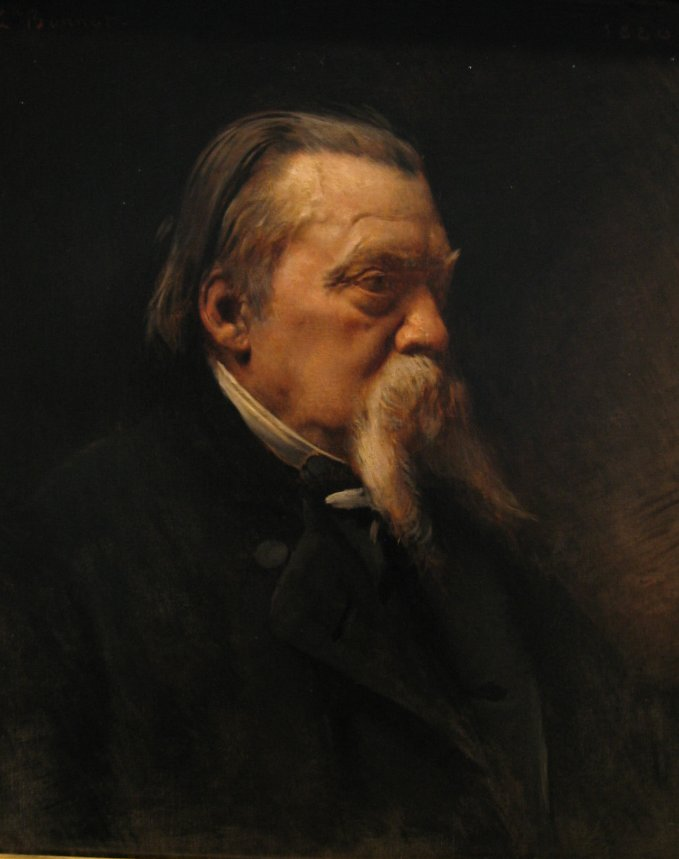
《장 지구의 초상화》, 1880년
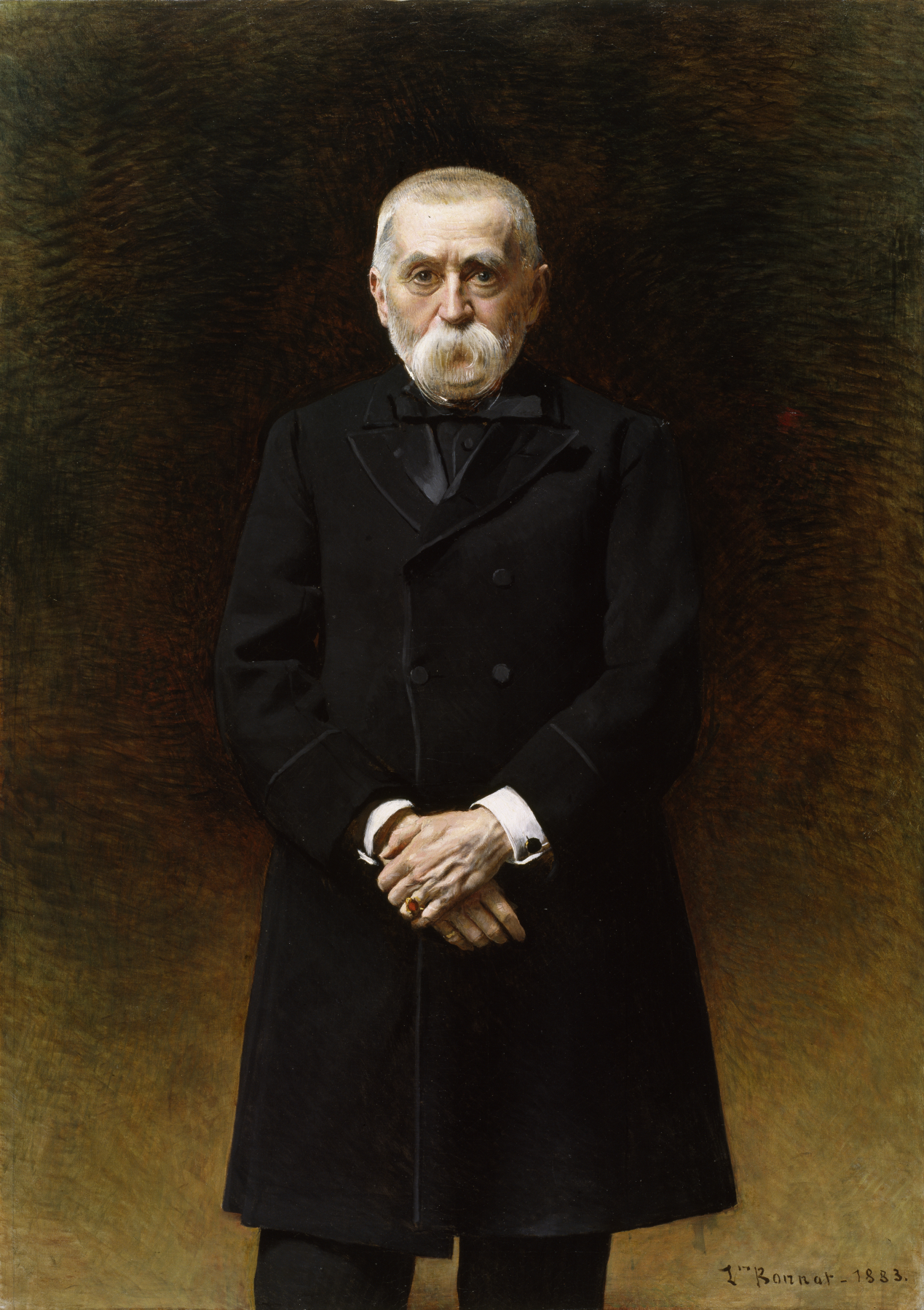
《윌리엄 톰프슨 월터스의 초상화》, 1883년, 월터스 미술관
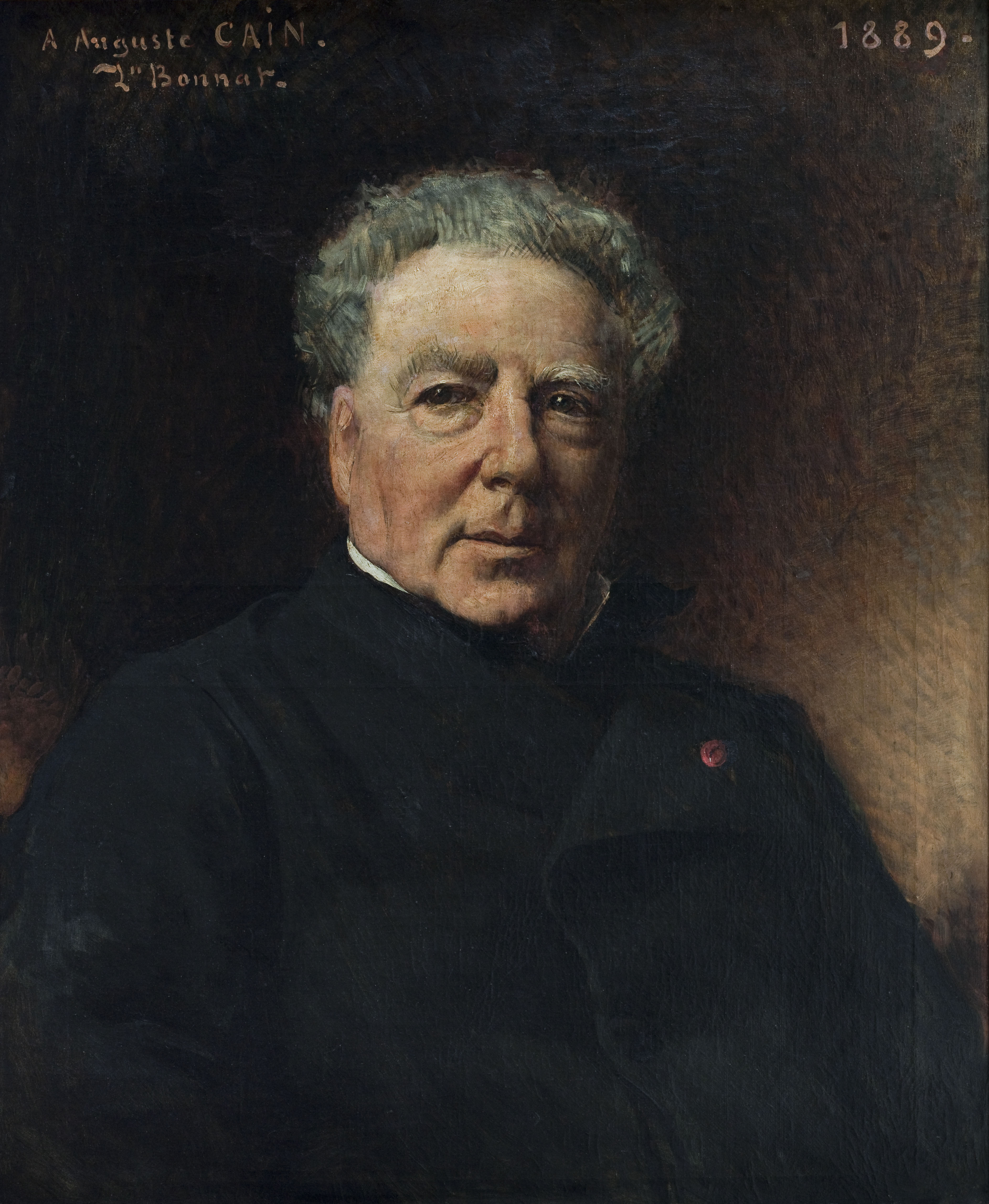
《오귀스트 캥의 초상화》, 1889년, 프티 팔레
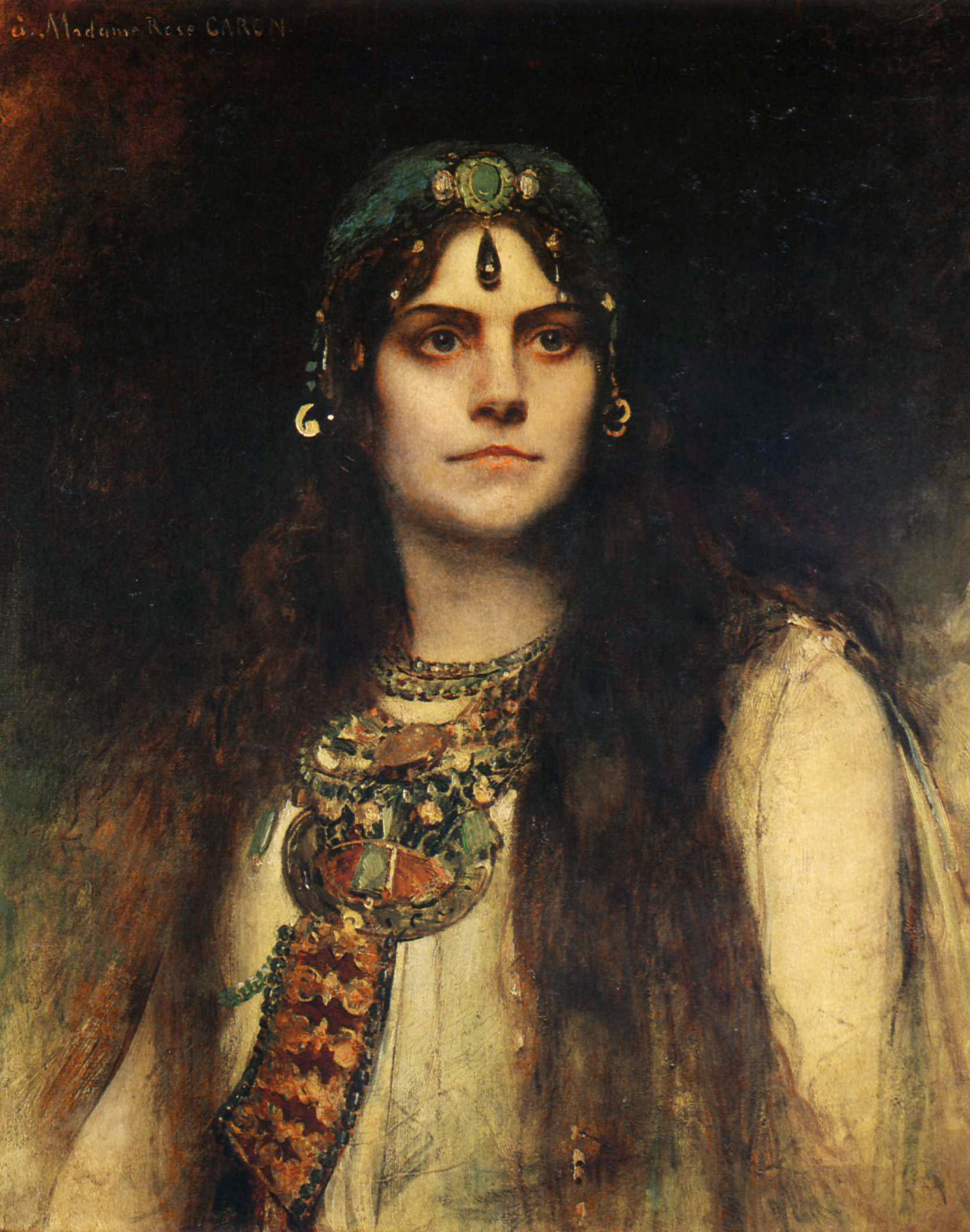
《살람보 역의 로즈 카롱》, 1896년

## 참고 문헌
- 본 문서에는 현재 퍼블릭 도메인에 속한 브리태니커 백과사전 제11판의 내용을 기초로 작성된 내용이 포함되어 있습니다.Cambridge University Press.